# Hugo Goeggel
Hugo Goeggel, né à Quito le 11 novembre 1936, est une personnalité suisse des affaires, un rameur d'aviron et un philatéliste vivant en Colombie. Il a signé le Roll of Distinguished Philatelists en 2010.

## Biographie
Il est le file aîné d'une famille suisse qui avait émigré en Équateur avant le début de la Seconde Guerre mondiale. En 1945, la famille déménage pour la Colombie où le père d'Hugo lance un commerce de fromages suisses, principalement destinés aux émigrants européens dans la région de Sopó, près de Bogota, où le climat permet une production de lait comparable à celui produit au nord des Alpes. La compagnie Alpina devient rapidement l'une des plus importantes du secteur alimentaire colombien.
À l'âge de 12 ans, ses parents l'envoient en Suisse pour y suivre ses études. Il y découvrira successivement la philatélie avec son tuteur Hans Brodbeck ainsi que l'aviron au sein du Rotary club de Lucerne ; il participera aux Jeux olympiques d'été de 1960 à Rome comme membre du Huit. Après son service militaire, il étudie la chimie à l'École polytechnique fédérale de Zurich où il obtient son diplôme en 1962, puis son doctorat en 1967. Il retourne ensuite en Colombie et travaille comme directeur dans l'entreprise de son père.
Parallèlement à son travail, Goeggle est un expert de la philatélie d'Amérique du Sud. Il a remporté plusieurs médailles lors d'expositions sur ce thème et à même a écrit un essai sur les caractéristiques et le papier utilisé pour les premiers timbres colombiens. Sa collection intitulée Brazil, the Bull's Eyes 1843 lui permet de remporter les championnats du monde. En 2013, une partie de cette collection est mise en vente, dont en particulier la plus importante série d'Œil de bœuf jamais réunie ; une seconde vente est prévue en mai 2014. Goeggel a été président de la fédération inter-américaine de philatélie, ainsi que de la fédération de philatélie colombienne ; il est également un ancien membre du Council of Philatelists du National Postal Museum de Washington DC .

## Sources
- Notices d'autorité :   - VIAF
  - ISNI
  - GND

- (en) Cet article est partiellement ou en totalité issu de l’article de Wikipédia en anglais intitulé « Hugo_Goeggel » (voir la liste des auteurs).